# Ulrich Viefers
Ulrichh Viefers (né le 26 mai 1972 à Oberhausen) est un rameur allemand.

## Biographie

### Palmarès

#### Aviron aux Jeux olympiques
- 1996 à Atlanta,  États-Unis
  -  Médaille d'argent en huit avec barreur[1]